# Despotikó

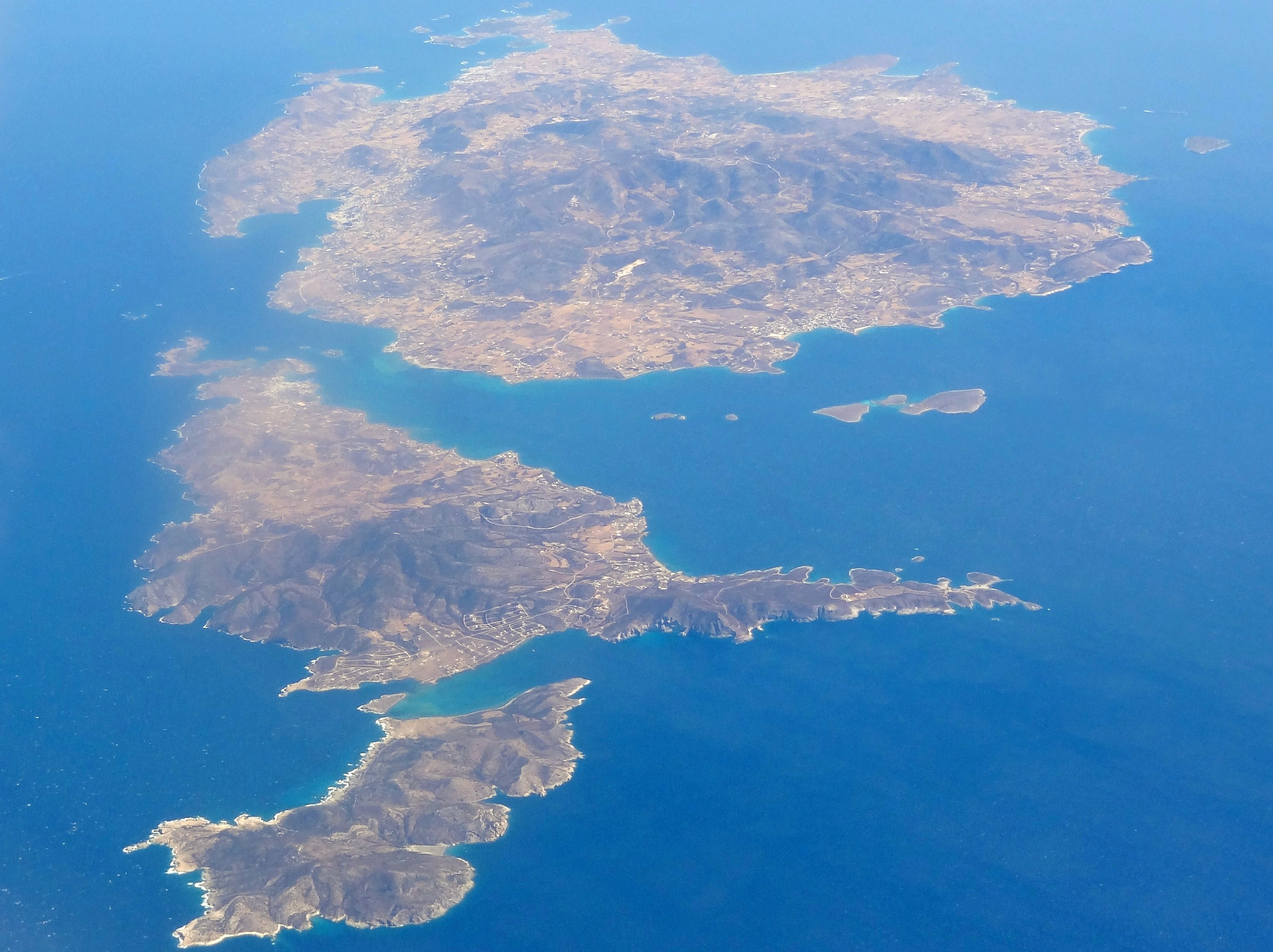
Imagen de las islas de Despotikó, Antíparos y Paros. Despotikó está en primer término.

Despotikó o Despotico (en griego: Δεσποτικό) es un islote o pequeña isla del archipiélago de las Cícladas de no más de 100 mts de largo. Está junto a la isla de Antíparos y es parte de la periferia de Egeo Meridional, de la unidad periférica de Paros y del municipio de Antíparos. Se encuentra deshabitada. En la Antigüedad era conocida con el nombre de Prepesintos.

## Arqueología

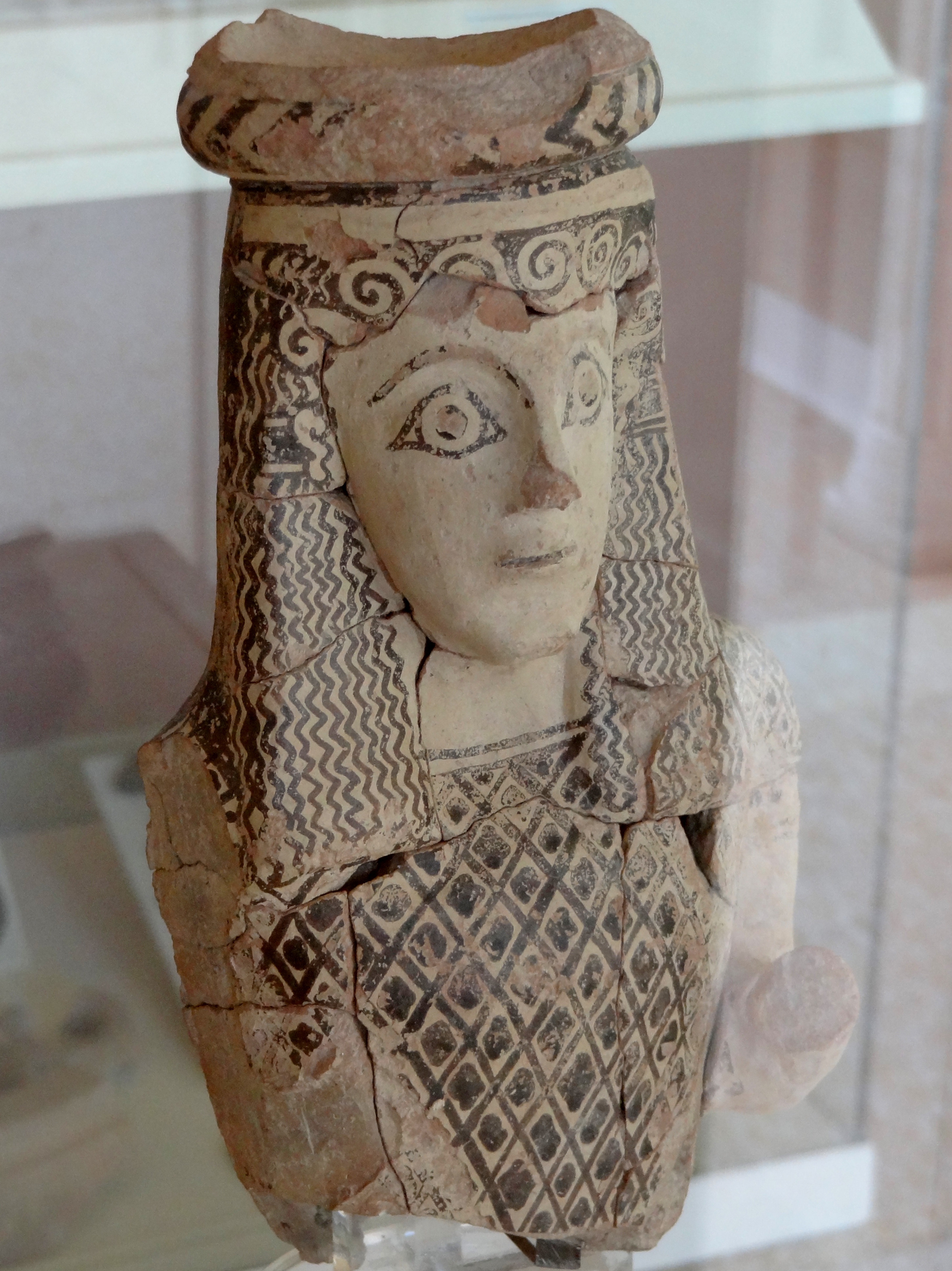
Figurilla de terracota del hallada en Despotikó. Museo Arqueológico de Parikia.

En esta isla se han encontrado los restos de un extenso santuario dedicado a Apolo de la época arcaica, que constaba de numerosos edificios, y donde también se rindió culto a Hestia y quizá a Artemisa. La adoración está atestiguada desde el siglo VIII a. C. y su apogeo tuvo lugar hacia el siglo VI a. C. También fue utilizado en épocas posteriores. Entre los hallazgos de los periodos arcaico y clásico figuran fragmentos de cerámica, algunas de ellas con inscripciones, lámparas  estatuas de mármol, jarrones decorados, objetos de marfil, joyas y figurillas.
Esta isla ya fue investigada por Christos Tsountas a fines del siglo XIX y posteriormente se han realizado excavaciones en 1959 bajo la dirección de Nikolaos Zafiropoulos y desde el año 2001, dirigidas por Yiannos Kouragios.